# Тадуран, Педро
Педро Дженерал Тадуран мл.(англ. Pedro Taduran; род. 29 октября 1996 года; Либон, Абра, Филиппины)  — филиппинский боксёр-профессионал, выступающий в минимальной весовой категории (до 47,6 кг). Среди профессионалов действующий чемпион мира по версии IBF (2019—2020, 2024—н.в) в минимальном весе.

## Карьера
Как многие боксеры из Филиппин Педро начал заниматься боксом из-за бедности, начал свою карьеру в любителях в первом наилегчайшем весе (до 49 кг. 108 фунтов) и провел там всего два боя один выиграл и один проиграл, оба боя прошли в Филиппинах. Начал профессиональную карьеру только через 2 года после любителей, причина простоя было в том что Педро не смог найти промоутера который занялся бы его карьерой, да и в любителях он долго не был, но в 2015 году он подписал контракт с ALA Promotions и в первом профессиональном бою встретился с Натаниэлем Марасиганом и выиграл его нокаутом в 1 раунде (бой проходил в первом наилегчайшем весе, и состоял из 4 раундов). 21 июня в городе Тарлак (Филиппины) выиграл нокаутом в 4 раунде Джуна Инао. 8 августа в провинции Ифугао выиграл нокаутом в 1 раунде дебютанта Эммануэла Виллануэво. 25 сентября выиграл нокаутом во 2 раунде Роландо Прима мл. 2 декабря в городе Манила в бою из 6 раундов сошлись 2 небитых проспекта Педро Тадуран (4-0-0) и Роберт Онджокан (4-0-0) и для Педро это был сильный противник потому что предыдущие все были откровенными джорнименами, и в упорной и кровавой схватке Педро выиграл единогласным мнением судей (57—56, 58—55, 58—55).

### 2016 год
В 2016 году Педро дрался 5 раз (4 боя выиграл и впервые в своей карьере проиграл). 12 февраля в Маниле в бою из 6 раундов выиграл джорнимена Джун Джуна Римасога нокаутом в 4 раунде. 2 апреля впервые в своей карьере проиграл раздельным решением судей Джоилю Лино (56-57, в пользу Педро и 58-55, 57-56 в пользу Лино) для Лино это была победа над сильным соперником ввиду того что Педро являлся топ-проспектом на Филиппинах. 25 мая Педро перебил по очкам Кертер Дху Паджунсан (40—35, 40—35, 40—35). 3 сентября выиграл нокаутом в 3 раунде джорнимена Ноэля Джулимана бой проходил в наилегчайшем весе (до 50.8 или 112 фунтов). 26 ноября Педро вернулся в первый наилегчайший вес и выиграл отказом от продолжения боя в 5 раунде откровенного «мешка» для битья Декстера Димакулангана.

### 2017 год
В 2017 году Педро провел всего два боя, но завоевал первый пояс в своей карьере. 26 февраля в провинции Тарлак , в бою из 8 раундов выиграл единогласным мнением судей (79—73 , 79—73 , 79—72,)  Джерома Клавита . 21 мая также в провинции Тарлак Педро дебютировал в минимальном весе, и дрался за вакантный титул Филиппинской  Боксерской Федерации (PBF) в минимальном весе против Филиппа Луиса Куэрдо, победил Педро глухим нокаутом в 2 раунде, после победы Педро Тадурана начали узнавать в странах Азии, как восходящую  звезду в минимальном весе. И также попал в рейтинги топ 15 по версиям WBC, IBF, WBA . 

### 2018 год
В 2018 году провел 3 боя и закрепился в минимальном весе, 2 боя выиграл и один бой проиграл(был претендентом на титул WBC). 27 января в провинции Букиднон отобрал второй по значимости титул на Филиппинах по версии Philippines Games & Amusement Board в минимальном весе, выиграв нокаутом в 3 раунде у середняка Джерри Томогдана. Затем Педро предложили бой с непобежденным чемпионом из Таиланда Ваенхонг Менайотин, и 29 августа Педро провел свой первый бой за пределами Филиппин против не филиппинца и конечно против чемпиона, первый 5 раундов Педро давил и вообще смотрелся не плохо против Ваенхонга, но с 6 и до 12 раунда чемпион показал свой уровень и опыт Ваенхонг спокойно перебивал и до вел бой до конца, и выиграл единогласным мнением судей (115—111, 118—108, 117—110) это было второе поражение в карьере Педро и конечно рекордное 51 победа для Ваенхонга, после этого боя вернувшись домой Педро получив опыт в бою с тайцем 8 декабря проводит защиту своего титула против середняка Джефри Галеро побеждает его нокаутом во втором раунде, после победы поднимается в рейтинге IBF на 3 строчку и после того как чемпион этой организации ДиДжей Криэль освобождает пояс из-за того что поднимается на одну категорию вверх, организация санкционирует бой за вакантный титул между боксерами из Филиппин обязательным претендентом Самуэлем Сальвой (17-0-0) и Педро Тадураном (13-2-0).

### 2019 год
7 сентября состоялся бой за вакантный титул IBF в городе Манила между Педро Тадураном и непобежденным проспектом Самуэлем Сальвой, бой начался с проверки между боксерами но во втором раунде начал перебивать Самуэля и бой стал односторонним и в четвертом раунде Самуэль отказался от продолжения боя. Педро со второго раза стал чемпионом мира . 

### 2020 год
1 февраля в Гуадалупе (штат Нуэво-Леон, Мексика) Педро провёл первую защиту титула на территории претендента мексиканца Даниэля Вайядареса (22-1-0). Начало поединка обернулось для претендента кошмаром — заработал глубокое рассечение над правым глазом после столкновения головами. Бойцы не жалели друг друга — устроили слагфест, яростно обмениваясь мощными плюхами. Противостояние завершилось в 4-м раунде. Доктор посоветовал рефери остановить бой. На момент остановки на картах двух судей была зафиксирована ничья (38—38), у третьего побеждал мексиканец (39—37). Ничья техническим решением. 

### 2025
24 мая в Осаке (Япония) в главном бою вечера провел матч-реванш с №4 рейтинга Гиндзиро Шигеокой (11-1, 9 КО). японский претендент был активен, не ввязывался в плотное противостояние с Тадураном держа в памяти их первое противостояние. Много работы на ногах от японского спортсмена. Тадуран так же как и в первом бою сделал ставку на агрессию и давление. Конкурентный бой проходил с переменным успехом, но свои раунды чемпион брал уверенней чем японский претендент. Особенно удались Тадурану  4-м, 6-м и 7-м отрезки боя. Эти раунды он взял единогласно у всех судей. Чемпионские отрезки так же остались за ним, Шигеока выглядел сильно уставшим. Официальный счёт оказался раздельным: 115—113 Тадуран, 113—115 Шигеока и 118—110 Тадуран.